# Mewa popielata
Mewa popielata (Larus smithsonianus) – gatunek dużego wędrownego ptaka wodnego z rodziny mewowatych (Laridae), występującego w Ameryce Północnej i Azji. Corocznie zalatuje do Europy Zachodniej (Irlandia, Francja, Wielka Brytania). Po raz pierwszy stwierdzona w Polsce w styczniu 2018 roku. Długość ciała 52–58 cm, rozpiętość skrzydeł 120–144 cm.

## Systematyka
Wydzielona jako oddzielny gatunek z mewy srebrzystej (Larus argentatus) ze względu na charakterystyczną szatę w 1. roku i pewne różnice genetyczne.
Systematyka L. smithsonianus jest kwestią sporną. Część autorów wyróżnia trzy podgatunki:
- L. s. mongolicus Sushkin, 1925 – mewa mongolska – południowo-wschodni Ałtaj, jezioro Bajkał po Mongolię, północno-wschodnie Chiny i Półwysep Koreański; zimuje głównie w południowo-wschodniej Azji.
- L. s. vegae Palmén, 1887 – mewa tundrowa – północno-wschodnia Syberia; zimuje na południe po Japonię, Koreę i północno-wschodnie Chiny.
- L. s. smithsonianus Coues, 1862 – mewa popielata – Ameryka Północna od Aleutów i południowych wybrzeży Alaski przez Kanadę aż po Nową Fundlandię oraz dalej na południe po Karolinę Północną (wschodnie USA); zimuje na południe od zasięgu letniego po Amerykę Środkową.

Międzynarodowy Komitet Ornitologiczny (IOC) i serwis Birds of the World klasyfikują wschodnioazjatyckie podgatunki vegae i mongolicus jako osobne gatunki, a tym samym uznają mewę popielatą za gatunek monotypowy.

## Status
Międzynarodowa Unia Ochrony Przyrody (IUCN) uznaje mewę popielatą za gatunek najmniejszej troski (LC – Least Concern) od 2014 roku, kiedy to uznała ją za odrębny gatunek. W 2014 roku organizacja Wetlands International szacowała liczebność populacji na około 430–520 tysięcy osobników. Ogólny trend liczebności populacji uznawany jest za spadkowy.